# Beverly Hills Cop – Ich lös’ den Fall auf jeden Fall
Beverly Hills Cop – Ich lös’ den Fall auf jeden Fall ist eine US-amerikanische Actionkomödie des Regisseurs Martin Brest aus dem Jahr 1984. Der Film ist eine Co-Produktion von Paramount Pictures und Eddie Murphy Productions und kam am 5. Dezember 1984 in die US-amerikanischen und am 3. April 1985 in die westdeutschen Kinos. In der DDR erfolgte die Premiere erst im Jahre 1987. Der Film gilt als Klassiker der 1980er-Jahre; ihm folgten drei Fortsetzungen in den Jahren 1987, 1994 und 2024.

## Handlung
Axel Foley ist Polizist in Detroit und wegen seiner unkonventionellen Ermittlungsmethoden berüchtigt. So beginnt der Film damit, dass Axel undercover und im Alleingang versucht, einen Lastwagen voller Zigaretten mit zwielichtiger Herkunft an zwei Gauner zu verkaufen. Axels Einsatz endet damit, dass einer der „Kunden“ den Lastwagen stehlen möchte, von der Polizei verfolgt wird, dabei Straßen in Vororten von Detroit verwüstet und anschließend zu Fuß flüchten kann.
Nach einem „Personalgespräch“ mit seinem wütenden Chef, Inspektor Todd, fährt Axel nach Hause. Dort bemerkt er, dass seine Wohnungstür offensteht. Einen Einbrecher vermutend, betritt Axel mit gezogener Waffe seine Wohnung, wo jedoch nur sein alter Freund Mikey Tandino am Küchentisch sitzt und sich aus Axels Kühlschrank bedient hat. Mikey hatte nach Verbüßung einer Haftstrafe Arbeit bei dem Kunsthändler Victor Maitland in Beverly Hills gefunden und ist nach Detroit gekommen, um Axel nach langer Zeit wieder zu besuchen. Zu dessen Erstaunen trägt Mikey eine beträchtliche Menge deutscher Schuldverschreibungen bei sich. Das Treffen ist allerdings nur von kurzer Dauer und endet am selben Abend: Foley wird von zwei Auftragsmördern aus dem Hinterhalt vor der eigenen Wohnungstür niedergeschlagen. Mikey ebenfalls, um dann durch den Killer Zack durch zwei Kopfschüsse hingerichtet zu werden. Dieser Umstand macht Inspektor Todd sofort klar, dass die unbekannten Täter Profikiller sein müssen, sonst hätte Foley nicht überlebt.
Obwohl Todd ihm verbietet, diesen Fall anzutasten, nimmt Axel nun Urlaub und reist zur Klärung des Mordes an seinem Freund Mikey nach Beverly Hills, angeblich um seine alte Freundin Jenny Summers zu besuchen, die dort ein Atelier Victor Maitlands leitet. Als Axel den gut abgeschirmten Maitland in seinem Bürogebäude besucht und ihm unangenehme Fragen über Mikeys vorherige Tätigkeit stellt, lässt Maitland ihn durch die geschlossene Glastür rauswerfen, wo er direkt vor den Füßen der eintreffenden Polizei landet. Da die Beamten bei Axels Durchsuchung seine Dienstwaffe finden und er sich nicht als Polizist zu erkennen gibt, wird er zunächst festgenommen. Nach Klärung der Lage sind fortan Foleys kalifornische Kollegen John Taggart und Billy Rosewood zu seiner Bewachung abgestellt. Foley hat inzwischen ein sehr teures Hotel mit dem Trick einer angeblich verschlampten Reservierung bezogen. Vorgeblich mit dem Auftrag als Rolling-Stone-Reporter den Musiker Michael Jackson zu interviewen, hat er für den Preis eines Einzelzimmers eine ganze Suite gemietet. Taggart und Rosewood halten sich im Gegensatz zu Axel ganz genau an die Vorschriften, was ihnen ihre Aufgabe alles andere als erleichtert, da Foley sehr unorthodoxe Methoden pflegt. Mehrmals müssen sie sich ihrem Vorgesetzten Lieutenant Bogomil erklären, weil es ihnen nicht gelingt, Foley zu observieren. So lässt ihnen Axel z. B. Abendessen an ihren Dienstwagen servieren, um sie abzulenken, während er den Wagen mit Bananen im Auspuff außer Kraft setzt und anschließend ungestört weiter ermittelt. Auch schafft er es, Taggart und Rosewood in eine Stripteasebar zu locken, wo sie zwar zufälligerweise gemeinsam erfolgreich einen Raubüberfall vereiteln, sich aber erneut bei ihren Vorgesetzten für den Besuch der Bar während ihrer Dienstzeit rechtfertigen müssen.
In der scheinbar sauberen Welt der Reichen und Schönen gelingt es Foley, mit viel Charme und auf inoffizielle Art erfolgreich zu ermitteln. Als er sich in ein Zolllager einschleicht, das auch Maitland für seinen Fernhandel benutzt, wird er von einem Wachmann angesprochen. Unter der Vorgabe, ein Zollinspektor zu sein, untersucht er nun unter unfreiwilliger Mitwirkung aller Angestellten die eingelagerten Waren. Hier stellt sich heraus, dass Maitland zwischen seinen Kunstgegenständen in großem Stil Drogen und Wertpapiere schmuggelt. Das Auffinden von Kaffeepulver zur Geruchsüberdeckung beim ersten Besuch in Maitlands Lagerhaus gibt dabei erste Hinweise. Mikeys „mitgenommene“ Wertpapiere waren ebenfalls Schmuggelware, weswegen er von Maitlands Handlangern umgebracht wurde. Obwohl auch die Polizei von Beverly Hills inzwischen von Maitlands Schuld überzeugt ist, sieht sich Lieutenant Bogomil ohne Beweise außer Stande, sofort umfassendere Untersuchungen einzuleiten, und Foley wird von Polizeipräsident Hubbard wegen Erregung öffentlichen Ärgernisses der Stadt verwiesen.
Auf dem Weg zur Stadtgrenze kann Foley Rosewood überreden, auf eigene Faust zusammen mit Jenny das bereits besuchte Lagerhaus von Maitland genauer zu durchsuchen. Rosewood wacht draußen, als Foley und Jenny dort eine Lieferung Drogen entdecken, dabei aber von Maitlands Schlägern überrascht und gefangen genommen werden. Während Jenny von Maitland in dessen Villa gebracht wird, befreit Rosewood Foley aus dem Lagerhaus. Gemeinsam mit Taggart stürmen sie Maitlands Villa, wo sie sich ein Feuergefecht mit Maitland und seinen Handlangern liefern, bei dem Foley angeschossen und Maitland am Ende erschossen wird. Lieutenant Bogomil, der am Einsatz aktiv teilnahm, kann seinem Chef Hubbard vor Ort die notwendigen Beweise präsentieren, nennt als Hauptakteure im Polizeieinsatz ausschließlich seine eigenen Leute und macht so Foley zwar zu einem wichtigen Zeugen, aber darüber hinaus nur zu einem Beobachter in der Maitlandvilla, so dass durch diese geschickte Auslegung Foleys Vorgehen ohne Folgen für diesen bleibt. Da Axel maßgeblich zur Zerschlagung des Schmugglerrings beigetragen hat, verspricht ihm Lieutenant Bogomil, dass er ein gutes Wort für ihn einlegen und die Situation mit Inspektor Todd in Detroit klären wird.
Axel wird von Taggart und Rosewood abgeholt, um aus der Stadt gebracht zu werden. Die beiden lassen sich von Foley überreden, vor der Stadtgrenze noch einen letzten Halt für einen Drink zu machen.

## Hintergrund
- Die Dreharbeiten des Films mit einem Budget von 15 Millionen US-Dollar begannen am 14. Mai 1984 unter anderem in Beverly Hills, Pasadena und Hollywood in Kalifornien, sowie auch in Detroit und Dearborn in Michigan. Dabei wurde Beverly Hills Cop zum Kassenschlager und spielte allein in den USA 235 Millionen sowie weltweit insgesamt 316 Millionen US-Dollar wieder ein.[1]
- Als man Sylvester Stallone für die Rolle des Axel Foley gewinnen konnte, musste das Drehbuch um zahlreiche Action-Szenen erweitert werden. Dies hatte zur Folge, dass das geplante Budget auf rund 20 Millionen US-Dollar steigen sollte. Das Studio wollte das Budget allerdings nicht erhöhen und Stallone (der damals als großer Action-Star galt) konnte nicht dazu überredet werden, den Film ohne größere Action-Szenen zu drehen. So trennte man sich von Stallone als Hauptdarsteller und engagierte stattdessen Eddie Murphy. Anstelle der teuren Action-Szenen wurde das Drehbuch dann um komödienhafte Elemente erweitert und auf Eddie Murphy zugeschnitten.
- Das Filmset, das die Polizeibüros von Beverly Hills darstellen soll, wurde auf Grundlage des NORAD-Kontrollzentrums aus dem Film WarGames – Kriegsspiele aufgebaut. Regisseur Martin Brest hatte bereits für WarGames dieses Filmset mitentwickelt, bevor er dort durch John Badham als Regisseur ersetzt wurde.
- Die fertig ausgearbeiteten Szenen wurden teilweise erst kurz vor dem Dreh verteilt, so hält Stephen Elliott als Polizeipräsident Hubbard in seiner Szene zusammengerollte Papiere in der Hand, die seinen Text enthalten, den er vor wenigen Minuten für diese Szene erhalten hatte.
- Damon Wayans hat im Film eine kleine Rolle als Hotelangestellter am Buffet.

### Drehorte
Die Drehorte waren entgegen dem Filmtitel keineswegs nur in Beverly Hills zu finden, sondern erstreckten sich über die gesamte Region von Los Angeles und in Teilen sogar bis nach Detroit:
- Das im Film erscheinende Beverly Palms Hotel am Wilshire Boulevard ist in der Tat erfunden, während die zugeordneten Szenen in der Altstadt von L.A. im 700 Zimmer umfassenden Millennium Biltmore Hotel, 506 South Grand Avenue, gedreht wurden. Das Anwesen wurde schon mehrfach als Kulisse für Filme genutzt, etwa für The Sting, Ghostbusters, Independence Day und Daredevil, und war in den 1930er Jahren sogar eine Zeit lang der Ort der Oscarverleihung.
- Die Szene, in welcher Foley gerade in Beverly Hills ankommt, wurde auf dem Rodeo Drive in Beverly Hills gedreht.
- Als Polizeistation diente die Beverly Hills City Hall am North Crescent Drive in Beverly Hills.
- Die Aufnahmen am Harrow Club entstanden am Athenaeum, einem Gebäude des California Institute of Technology, 551 South Hill Avenue in Pasadena.
- Als Anwesen Victor Maitlands diente die Villa, 609 East Canyon Road in Pacific Palisades.

### Filmmusik
Die Titelmusik des Films, das Instrumentalstück Axel F, wurde von Harold Faltermeyer komponiert. Von verschiedenen Interpreten wurden später diverse Neufassungen des Titels aufgenommen.
Der Soundtrack gewann einen Preis bei den Grammy Awards 1986 in der Kategorie Bestes Album mit Originalmusik geschrieben für einen Film oder ein Fernsehspecial.
Version: CD-Label: MCA Records
Artikelnummer: 811 870-2 / MCD 03253 / DMCL 1870
1. Patti LaBelle – New Attitude
2. Shalamar – Don’t Get Stopped In Beverly Hills
3. Junior – Do You Really (Want My Love?)
4. Rockie Robbins – Emergency
5. Pointer Sisters – Neutron Dance
6. Glenn Frey – The Heat Is On
7. Danny Elfman – Gratitude
8. Patti LaBelle – Stir It Up
9. The System – Rock’n Roll Me Again
10. Harold Faltermeyer – Axel F

### Synchronisation
Die deutsche Synchronisation entstand nach einem Synchronbuch von Arne Elsholtz unter dessen Dialogregie im Auftrag der Berliner Synchron.
| Rollenname                    | Schauspieler    | Synchronsprecher   |
| ----------------------------- | --------------- | ------------------ |
| Det. Axel Foley               | Eddie Murphy    | Randolf Kronberg   |
| Det. William „Billy“ Rosewood | Judge Reinhold  | Uwe Paulsen        |
| Det. Sgt. John Taggart        | John Ashton     | Edgar Ott          |
| Jeannette „Jenny“ Summers     | Lisa Eilbacher  | Susanna Bonasewicz |
| Lt. Andrew Bogomil            | Ronny Cox       | Rolf Schult        |
| Victor Maitland               | Steven Berkoff  | Norbert Langer     |
| Mikey Tandino                 | James Russo     | Thomas Danneberg   |
| Zack (Maitlands Rechte Hand)  | Jonathan Banks  | Joachim Pukaß      |
| Polizeichef Hubbard           | Stephen Elliot  | Eric Vaessen       |
| Insp. Douglas Todd            | Gilbert R. Hill | Herbert Stass      |
| Det. Foster                   | Art Kimbro      | Axel Lutter        |
| Det. McCabe                   | Joel Bailey     | Ortwin Speer       |
| Serge                         | Bronson Pinchot | Arne Elsholtz      |
| Det. Jeffrey Friedman         | Paul Reiser     | Michael Nowka      |
| Bananenkellner                | Damon Wayans    | Santiago Ziesmer   |
| Zigarettenhehler              | Frank Pesce     | Ronald Nitschke    |

## Kritik
„Anspruchslose, aber turbulente Mischung aus Klamotte und Action-Krimi; halbwegs routiniert inszeniert, gelegentlich schrill überzogen, weist der Film manchmal zynische und diskriminierende Momente auf.“

## Auszeichnungen
BAFTA Awards 1985
- Nominierung in der Kategorie Beste Titelmusik für Harold Faltermeyer

Edgar Allan Poe Award 1985
- Nominierung in der Kategorie Bester Film

Golden Globe Awards 1985
- Nominierung in der Kategorie Bester Darsteller – Musical/Komödie für Eddie Murphy
- Nominierung in der Kategorie Bester Film – Komödie/Musical

Grammy Awards 1986
- Grammy Award in der Kategorie Bestes Album mit Originalmusik geschrieben für einen Film oder ein Fernsehspecial für die Komponisten: Marc Benno, Harold Faltermeyer, Keith Forsey, Micki Free, Jon Gilutin, Hawk, Howard Hewett, Bunny Hull, Howie Rice, Sharon Robinson, Dan Sembello, Sue Sheridan, Richard C. Theisen II, Allee Willis

Oscarverleihung 1985
- Nominierung in der Kategorie Bestes Original-Drehbuch für Daniel Petrie Jr. und Danilo Bach

People’s Choice Award 1985
- People’s Choice Award in der Kategorie Bester Film

Stuntman Award 1985
- Stuntman Award in der Kategorie Bester Fahrzeug-Stunt für Eddy Donno

National Film Registry
- Aufnahme 2024

## Fortsetzungen
- Tony Scott übernahm die Regie bei Beverly Hills Cop II, der 1987 erschien und mit einem Budget von 20 Millionen US-Dollar erneut ein großer Erfolg wurde.
- Beverly Hills Cop III aus dem Jahr 1994 wurde von John Landis verantwortet und blieb mit einem Budget von 50 Millionen US-Dollar deutlich hinter den Erwartungen zurück.
- Eine Fortsetzung war zunächst als Fernsehserie geplant. Es wurde 2013 auch ein Pilotfilm realisiert, die Regie übernahm Barry Sonnenfeld, aber das Konzept wurde nicht vom Sender CBS übernommen.[8]
- Im Mai 2014 wurde bekannt, dass für ursprünglich 2016 ein vierter Kinofilm geplant war. Als Regisseur war Brett Ratner vorgesehen, das Drehbuch sollte von Josh Applebaum und Andre Nemec verfasst werden.[9] Mitte November 2019 kündigte Paramount Pictures einen vierten Teil an, der allerdings nur über den Streaming-Dienst Netflix veröffentlicht und somit nicht im Kino gezeigt wird.[10] Die Dreharbeiten zum vierten Teil unter der Regie von Mark Molloy fanden im Sommer 2022 statt. Beverly Hills Cop: Axel F wurde schließlich im Juli 2024 veröffentlicht.